# Série A 1973/74
Die Saison 1973/74 war die 52. Spielzeit der Série A, der höchsten französischen Eishockeyspielklasse. Meister wurde zum insgesamt zweiten Mal in der Vereinsgeschichte der Sporting Hockey Club Saint Gervais. 

## Meisterschaft
- 1. Platz: Sporting Hockey Club Saint Gervais
- 2. Platz: Chamonix Hockey Club
- 3. Platz: Gap Hockey Club
- 4. Platz: Ours de Villard-de-Lans
- 5. Platz: Français Volants
- 6. Platz: Viry-Châtillon Essonne Hockey
- 7. Platz: Club des Sports de Megève
- 8. Platz: CSG Grenoble
- 9. Platz: Diables Rouges de Briançon
- 10. Platz: Club des patineurs lyonnais